# Vado forte muoio giovane
Vado forte muoio giovane è il terzo album del gruppo pop punk italiano Dari, pubblicato l'11 dicembre 2017 dalla Bliss Corporation.

## Il disco
Il primo annuncio di uscita del terzo album risale al 2012; nel tempo, tuttavia, la data di pubblicazione è stata continuamente posticipata, nonostante l'uscita sporadica di alcuni nuovi brani: ciò spiega il fatto che l'album sia stato anticipato da ben 14 canzoni, tra singoli, video ufficiali, inediti eseguiti esclusivamente dal vivo e demo (Solo punk rock, Universo, Amore folle, Baciami ancora, L’unica cosa, Sedia elettrica, Disordini il cuore, Hero un eroe, Ho da fare, John Kennedy, Come la neve, Libero liberi, Inno hater, Allucinazione).
Il disco è stato realizzato anche grazie ad un crowdfunding sulla piattaforma Musicraiser. Alcuni dei fans che vi hanno contribuito compaiono nel videoclip di "Dritto".
Tre delle canzoni sono state presentate per le selezioni di Sanremo Giovani: "Baciami ancora (Almeno un'ora)" nel 2015, "L'unica cosa" nel 2016 e "John Kennedy" nel 2017. 
La canzone "9 volt", di cui la band ha rilasciato negli anni due demo, è stata scartata. La band, a giugno 2016, dichiara: "Non abbiamo ancora trovato il vestito giusto da dare a questa canzone. L'idea del pezzo piace a tutti e tre ma non sappiamo quale sarà il suo futuro. Abbiamo deciso di abbandonare momentaneamente il lavoro su questo brano per dedicarci a nuove idee. "9 volt" non sarà presente nel nuovo album".

## Tracce
Disco 1
1. Solo punk rock (Faster Mix) – 3:00
2. Universo – 3:09
3. Amore folle – 3:19
4. Baciami ancora (Almeno un’ora) (Pan Version) – 3:38
5. L’Unica cosa – 3:30
6. Sedia elettrica – 3:02
7. Disordini il cuore – 2:59

Disco 2
1. Vado forte muoio giovane – 2:07
2. Hero un eroe – 3:32
3. Dritto – 3:19
4. Ho da fare – 3:39
5. John Kennedy – 3:34
6. Come la neve – 3:19
7. Libero liberi – 3:10
8. Spacco tutto – 3:02
9. Disturbo di personalità – 2:33
10. Inno hater – 0:36
11. Allucinazione – 3:28
12. 10 gr. d’incoscienza – 3:22
13. Volo come gli angeli – 3:49
14. Milf – 0:18

## Formazione
- Dario "DaRi" Pirovano – chitarra, voce
- Fabio "Fab" Cuffari – basso
- Daniel "Fasa" Fasano – batteria